# Seven Network
Seven Network é uma rede de televisão australiana, que faz parte da Seven West Media. Foi fundada em 4 de novembro de 1956 como Australian Television Network. Desde 2007, Seven Network tem sido a emissora de televisão mais bem cotados na Austrália, atrás Nine Network, Network Ten, ABC e SBS. A partir de 2014, é a segunda maior rede do país em termos de alcance da população.

## Programas

### Telejornais
- Seven News
- Seven News at 4
- Seven Early News
- Sunrise
- The Morning Show
- Seven Morning News
- The Daily Edition
- Weekend Sunrise
- Seven News at 5
- Sunday Night

### Reality showse variedades
Local
- Dancing with the Stars (desde 2004)
- My Kitchen Rules (desde 2010)
- The X Factor (desde 2010)
- House Rules (desde 2013)
- Restaurant Revolution (desde 2015)

Estrangeiro
- The Amazing Race
- 60 Minute Makeover

### Game show
Local
- The Chase Australia

Estrangeiro
- The Chase UK

### Séries de televisão
Local
- Home and Away (desde 1988)
- Packed to the Rafters (2008-2013)
- Winners & Losers (desde 2011)
- A Place to Call Home (2013-2014; agora transmitido pelo canal SoHo então no canal Showcase)
- Winter (desde 2015)
- 800 Words (desde 2015)

Estrangeiro
- Agents of S.H.I.E.L.D.
- The Blacklist
- Bones
- Castle
- Criminal Minds
- Downton Abbey
- Grey's Anatomy
- Once Upon a Time

### Estilo de vida
- Better Homes and Gardens (desde 1995)
- Kochie's Business Builders (desde 2009)

## Logotipos

Atual, utilizado desde 2003